# Brackenhill
Brackenhill – wieś w Anglii, w hrabstwie West Yorkshire. Leży 23 km na południowy wschód od miasta Leeds i 250 km na północ od Londynu.